# 삼성 갤럭시 Z 폴드 6
삼성 갤럭시 Z 폴드 6(삼성 갤럭시 Z 폴드6, Samsung Galaxy Z Fold6)는 삼성전자에서 개발한 안드로이드 기반폴더블 스마트폰이다.
이 제품은 2024년 7월 10일, 프랑스 파리에서 열린 삼성 갤럭시 언팩 이벤트에서 삼성 갤럭시 Z 플립 6, 삼성 갤럭시 워치 7 시리즈, 삼성 갤럭시 버즈 3 시리즈, 갤럭시 링과 함께 공식 발표되었으며, 2024년 7월 31일 출시되었다.
2024년 10월 21일, 삼성전자는 삼성 갤럭시 Z 폴드 SE (스페셜 에디션)을 발표했다.
이 모델은 더 큰 디스플레이, 더 얇고 가벼운 본체, 2억 화소 메인 카메라를 특징으로 하며, 대한민국에서 독점 출시되었다.

## 디자인 및 폼 팩터
삼성 갤럭시 Z 폴드 6는 전작인 삼성 갤럭시 Z 폴드 5와 비교해 디스플레이와 본체가 더 사각형에 가까운 디자인으로 변경되었으며, 삼성 갤럭시 S24 울트라와 유사한 형태를 지녔다.
카메라 렌즈 링은 동심원 형태로 디자인되었다. 커버 스크린과 후면 패널은 코닝 고릴라 글래스 빅터스 2로 제작되었으며, 내부 디스플레이는 삼성의 초박형 유리(UTG)를 사용했다. 이 제품은 IP48 등급을 받아 폴더블 스마트폰 최초로 인증된 방진 기능을 제공한다.
프레임은 아머 알루미늄으로 제작되었으며, 삼성 갤럭시 S24 울트라와 달리 티타늄 프레임은 적용되지 않았다.
Z 폴드6는 다섯 가지 색상으로 출시됐다: 실버 섀도우, 핑크, 네이비, 크래프티드 블랙, 화이트
크래프티드 블랙과 화이트는 온라인에서만 구매할 수 있으며, 크래프티드 블랙은 카본 파이버 패턴을 적용했다.
| 색상 | 이름                                                 |
| ---- | ---------------------------------------------------- |
|      | 실버 섀도우                                          |
|      | 핑크                                                 |
|      | 네이비                                               |
|      | 크래프티드 블랙 (온라인 전용, 카본 파이버 패턴 적용) |
|      | 화이트 (온라인 전용)                                 |

### 플렉스 모드
플렉스 모드(Flex mode)는 삼성 갤럭시 Z 폴드6에서 제공되는 기능으로,
기기의 폴더블 힌지(접히는 부분)를 활용해 부분적으로 접은 상태(약 75도에서 115도 각도)에서 분할 화면 인터페이스를 구현한다.
플렉스 모드에서는 화면을 위아래 두 부분으로 나누어, 상단 화면에는 애플리케이션의 주요 콘텐츠를, 하단 화면에는 인터페이스 도구가 함께 표시되는 방식으로 화면이 구성된다. 예를 들어, 유튜브, 삼성 노트, 영상 회의 플랫폼과 같은 앱에서는 상단 화면에서 동영상이나 회의 화면을 띄우고, 하단 화면에서는 재생 컨트롤, 편집 옵션, 가상 터치패드 등을 동시에 사용할 수 있다.
플렉스 모드는 기기가 부분적으로 접힌 상태에서 하나의 애플리케이션을 두 개의 화면 영역으로 나누어 조작할 수 있도록 지원하며, 폴더블 구조를 활용한 멀티태스킹 기능을 제공한다.

## 사진

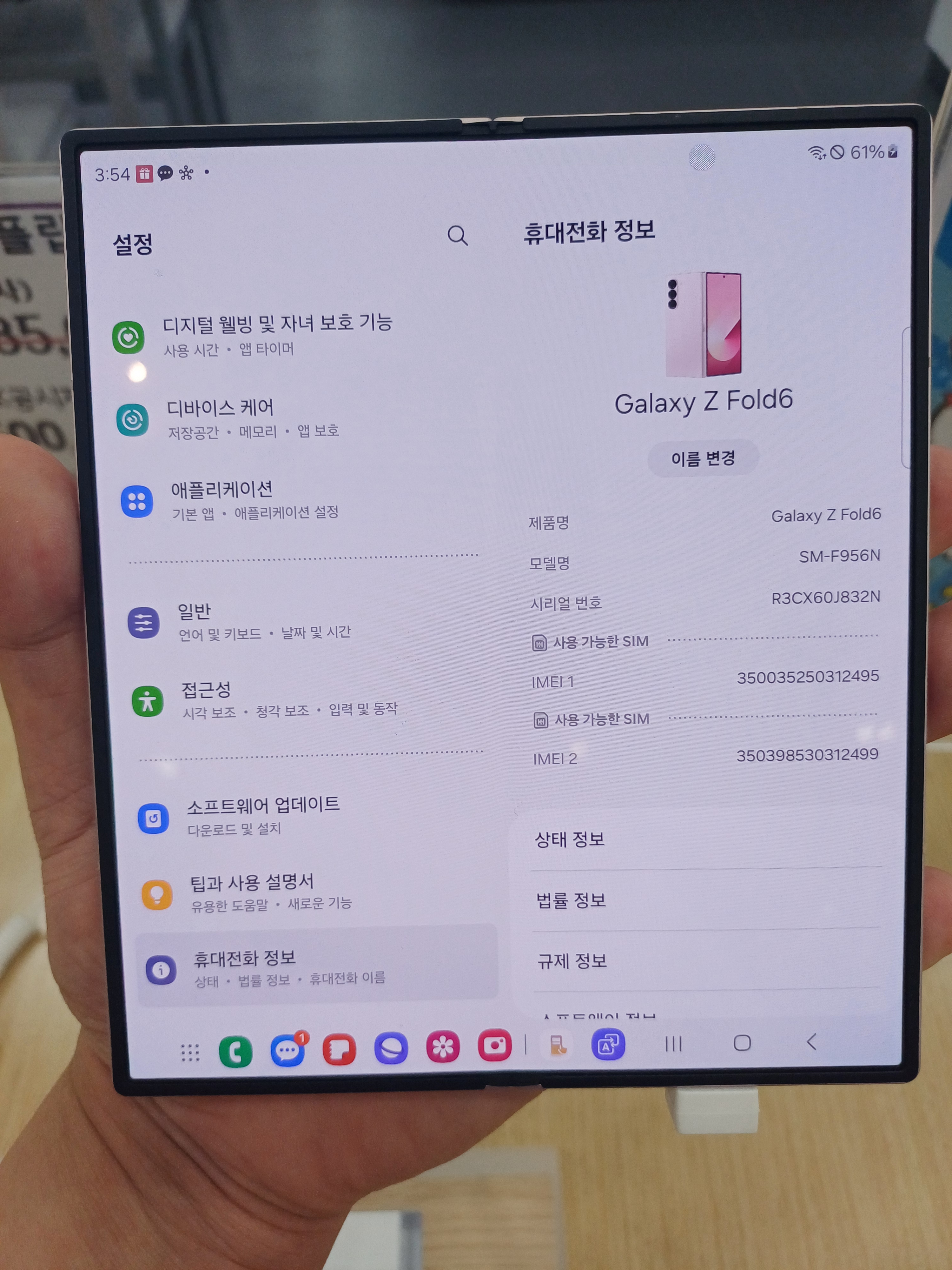
펼쳤을때

## 제품 사양

### 하드웨어
갤럭시 Z 폴드 6는 퀄컴 스냅드래곤 8 Gen 3 프로세서를 탑재하고 있다. 6.3인치 커버 디스플레이와 7.6인치 메인 디스플레이를 갖추었으며,  두 디스플레이 모두 Dynamic AMOLED 2X 기술을 적용하고 120Hz 가변 주사율과 최대 2600니트의 밝기를 지원한다.
S펜 프로 및 S펜 폴드 에디션 입력을 지원하지만,
기기 내에 S펜을 수납할 수 있는 슬롯은 제공되지 않는다.
갤럭시 Z 폴드 SE는 6.5인치 커버 디스플레이와 8인치 메인 디스플레이를 탑재했으며,  S펜 입력은 지원하지 않는다.
그 외 대부분의 하드웨어 사양은 기본 모델과 동일하다.

### 메모리 및 저장공간
갤럭시 Z 폴드 6는 12GB RAM을 탑재하고 있으며,
내부 저장공간은 256GB, 512GB, 1TB 세 가지 옵션으로 제공된다.
microSD 카드 확장은 지원하지 않는다.
갤럭시 Z 폴드 SE 모델은 16GB RAM과 512GB 저장공간을 갖추고 있다.

### 배터리
갤럭시 Z 폴드 6와 갤럭시 Z 폴드 SE 모두
4,400mAh 용량의 리튬 이온 폴리머 배터리를 탑재하고 있으며, 듀얼 셀 구조를 채택했다.
두 모델은 최대 25W 유선 고속 충전, 15W 무선 충전, 4.5W 무선 배터리 공유(무선 파워셰어)를 지원하며,  스마트폰, 무선 이어폰, 스마트워치 등 호환 기기를 충전할 수 있다.

### 카메라
갤럭시 Z 폴드 6는 후면 트리플 카메라 시스템을 갖추고 있다:
- 5,000만 화소 광각 렌즈 (Dual Pixel AF 및 OIS 지원)
- 1,200만 화소 초광각 렌즈 (123도 화각)
- 1,000만 화소 망원 렌즈 (3배 광학 줌 및 OIS 지원)

커버 스크린에는 1,000만 화소 전면 카메라가 탑재되어 있으며,
메인 디스플레이 하단에는 400만 화소 언더디스플레이 카메라(UDC)가 내장되어 있어
영상 통화 및 얼굴 인식 기능을 지원한다.
삼성의 AI 기반 이미지 처리 엔진인 프로비주얼 엔진(ProVisual Engine)이 적용되어,
다양한 조명 조건에서 사진 품질을 향상시킨다.
갤럭시 Z 폴드 SE는 기본 모델과 동일한 구성을 가지지만,
메인 카메라는 2억 화소 센서로 업그레이드되었다.
그 외 구성과 AI 기능은 동일하다.

## 소프트웨어
갤럭시 Z 폴드 6와 갤럭시 Z 폴드 SE는 출시 당시 One UI 6.1.1을 기반으로 하는 안드로이드 14 운영체제를 탑재했다.
해당 버전은 폴더블 디바이스에 최적화된 소프트웨어 개선사항을 포함하고 있으며,
갤럭시 AI 기능도 지원한다.
2025년 4월 기준,
두 모델 모두 One UI 7 기반 안드로이드 15로 업그레이드가 가능하다.

### 갤럭시 AI
갤럭시 AI는 삼성 갤럭시 디바이스에 탑재된 AI 기반 통합 기능이다.
생산성, 커뮤니케이션, 사진 촬영, 크리에이티브 작업 등을 지원하는 다양한 도구로 구성되어 있다.
갤럭시 AI의 주요 기능은 다음과 같다.

#### 노트 어시스트
노트 어시스트(Note Assist)는 사용자가 입력한 내용을 기반으로 텍스트를 자동 생성하거나, 작성된 문서를 요약, 편집, 재작성할 수 있도록 지원하는 기능이다. 특히 화면이 넓은 폴더블 기기에서 멀티태스킹 및 문서 검토에 활용이 가능하다.

#### 통역
통역(Interpreter)기능은 대면 대화 시 실시간으로 양방향 번역을 지원하는 기능이다. 폴더블 디바이스에서는 사용자 각각의 언어를 상하 화면에 분리해 표시하여, 양방향 소통을 지원한다.
자세한 내용은 갤럭시 AI 문서를 참고하십시오.

## 같이 보기
| 이전 삼성 갤럭시 Z 폴드 5 | 삼성 갤럭시 Z 폴드 6 2024 | 이후 삼성 갤럭시 Z 폴드 7 (2025 출시 예정) |